# Rafael, prinț de Grão-Pará
Rafael de Gran-Pará (n. 24 aprilie 1986, Rio de Janeiro, Rio de Janeiro, Brazilia) este al doilea în linia de succesiune la tronul Braziliei, al treilea fiu al prințului Don Antonio și al prințesei Christine de Line.
La 15 iulie 2022, unchiul său, prințul Dom Bertrand de Orleans și Bragança, a devenit șef al Casei Imperiale a Braziliei. Dom Antonio, ca moștenitor prezumtiv al drepturilor fratelui său, a devenit apoi prințul imperial al Braziliei; iar Dom Rafael, ca singurul copil de sex masculin viu al lui Dom Antonio, a devenit prinț de Gran-Pará.